# Joël Matencio
 (décembre 2023).
La mise en forme du texte ne suit pas les recommandations de Wikipédia : il faut le « wikifier ».
Les points d'amélioration suivants sont les cas les plus fréquents :
- Les titres sont pré-formatés par le logiciel. Ils ne sont ni en capitales, ni en gras.
- Le texte ne doit pas être écrit en capitales (les noms de famille non plus), ni en gras, ni en italique, ni en « petit »…
- Le gras n'est utilisé que pour surligner le titre de l'article dans l'introduction, une seule fois.
- L'italique est rarement utilisé : mots en langue étrangère, titres d'œuvres, noms de bateaux, etc.
- Les citations ne sont pas en italique mais en corps de texte normal. Elles sont entourées par des guillemets français : « et ».
- Les listes à puces sont à éviter, des paragraphes rédigés étant largement préférés. Les tableaux sont à réserver à la présentation de données structurées (résultats, etc.).
- Les appels de note de bas de page (petits chiffres en exposant, introduits par l'outil «  Source ») sont à placer entre la fin de phrase et le point final[comme ça].
- Les liens internes (vers d'autres articles de Wikipédia) sont à choisir avec parcimonie. Créez des liens vers des articles approfondissant le sujet. Les termes génériques sans rapport avec le sujet sont à éviter, ainsi que les répétitions de liens vers un même terme.
- Les liens externes sont à placer uniquement dans une section « Liens externes », à la fin de l'article. Ces liens sont à choisir avec parcimonie suivant les règles définies. Si un lien sert de source à l'article, son insertion dans le texte est à faire par les notes de bas de page.
- La présentation des références doit suivre les conventions bibliographiques. Il est recommandé d'utiliser les modèles {{Ouvrage}}, {{Chapitre}}, {{Article}}, {{Lien web}} et/ou {{Bibliographie}}. Le mode d'édition visuel peut mettre en forme automatiquement les références.
- Insérer une infobox (cadre d'informations à droite) n'est pas obligatoire pour parachever la mise en page.

Pour une aide détaillée, merci de consulter Aide:Wikification.
Si vous pensez que ces points ont été résolus, vous pouvez retirer ce bandeau et améliorer la mise en forme d'un autre article.
Joël Matencio, né le 6 septembre 1948 à Villard-Bonnot et mort le 24 janvier 2022 à Paris, est un tueur en série et criminel français,.
Matencio est premièrement mêlé à l’assassinat d’un PDG, tué en juillet 1974 avant d’être retrouvé quatre mois plus tard. Il est inculpé en compagnie de deux autres hommes et est brièvement incarcéré entre août 1974 et mars 1975, avant d’être remis en liberté avec l’un des trois mis en cause.
Au cours de cette remise en liberté, Matencio enlève et assassine trois autres personnes en juin et juillet 1976, sous le nom de « Brigades rouges » et « Groupe 666 », dans le but de percevoir une rançon. L'affaire est source d'une véritable « chasse à l'homme » et fait énormément de bruit dans la presse locale de l'Isère.
Arrêté le 20 octobre 1976, après que sa voix a été reconnue à la télévision, Matencio est inculpé d’assassinats et incarcéré. Après cinq ans de détention provisoire, il est condamné, le 31 octobre 1981, à la réclusion criminelle à perpétuité pour les trois assassinats et tentatives d’escroqueries.
Il bénéficiera d’un non-lieu pour l’affaire du P. D G., en février 1985.
Victime d’un AVC en 1995, Matencio est libéré le 14 décembre 2001, pour raison médicale. La Cour européenne des droits de l'homme conclura, en 2004, à une faute des autorités concernant l’état de santé de Matencio.
Après de fausses rumeurs annonçant sa mort, à partir de 2009, Matencio décède le 24 janvier 2022, à l’âge de 73 ans.

## Biographie

### Jeunesse et premières affaires judiciaires
Joël Matencio naît le 6 septembre 1948 à Villard-Bonnot,. Il a une sœur plus âgée que lui.
Dans sa jeunesse, il fait très vite connaissance avec la justice, par des vols et de petits cambriolages et bricole lui-même quelques « armes » qu'il utilise pour commettre ses méfaits. Matencio est également très littéraire à propos des faits qu'il commet et aime envoyer des lettres aux journaux de presse, dans lesquelles il raconte ses méfaits en tant que principal personnage de ces affaires. Il manifeste alors très vite l'envie de « faire parler de lui ».
Le 19 septembre 1966, Matencio, 18 ans, Bernard C., 16 ans, et Christian C., 14 ans, débutent une série d'actes de vandalisme à Grenoble, appelée l'affaire Belphégor par la presse et les médias. Durant huit jours, Matencio et ses deux complices envoient des clous-cavaliers à l'aide de lances-pierres sur des passants ainsi que sur 1000 vitrines qui éclatent en mille morceaux. Cette série de méfaits fait 17 victimes dont l'une d'elles est un policier qui interpelle Matencio ainsi que ses comparses ; lequel est grièvement blessé au niveau de l'œil. Matencio et ses complices sont interpellés, le 27 septembre 1966, mais affirment que commission des faits est due à un jeu découvert entre eux. À l'issue des gardes à vues, les trois auteurs sont inculpés de dégradations et de violences involontaires. Seul Matencio est placé en Centre de rééducation, Bernard et Christian étant laissés en liberté. Matencio comparaît devant tribunal des mineurs, en février 1967, et est condamné à un mois de prison avec sursis et ressort libre. Ses complices écopent d'un rappel à la loi, du fait de leurs jeunes âges,.
Matencio se marie en 1970 et devient père de deux enfants.
En 1973, Matencio est arrêté pour proxénétisme et incarcéré à la Prison de la Santé. Il y fait la connaissance de Daniel Le Sant, l'un de ses codétenus, avec qui il se lie d'amitié. Le tribunal correctionnel condamne Matencio à un an de prison ferme.
Matencio est libéré en février 1974 et déménage à Lyon afin d'y retrouver un emploi. Il fréquente alors le Grand Hôtel de Lyon, dont le Président-directeur général est Yves Marin-Laflèche. Matencio exerce le métier de garçon de café mais ne travaille pas énormément. Il finit régulièrement au chômage en raison de son absence au travail.

### L'assassinat d'Yves Marin-Laflèche
Yves Marin-Laflèche disparaît le 3 juillet 1974, au cours de la soirée, avant d'être assassiné dans des circonstances mystérieuses, à l'âge de 42 ans.
Dans la matinée du 4 juillet 1974, la secrétaire personnelle de Marin-Laflèche arrive dans la maison des Monts d’Or, que le P.D.G a acquise pour une bouchée de pain, mais demeure surprise en trouvant la porte close. Le gardien, dont la maison est située en contre-bas, lui explique que l’Alfa Roméo de Marin-Laflèche ne se trouve pas dans l’allée comme à l’accoutumée ce matin. Etonnée de l'absence de Marin-Laflèche, la secrétaire compose alors le numéro du conseiller juridique, Jean-Gérard Calvy, mais celui-ci déclare être sans nouvelle depuis la soirée de la veille. Plus tard dans la journée, des antiquaires Grenoblois, que Marin-Laflèche doit voir pour vendre une partie des meubles de sa propriété, s'étonnent également de l'absence du P.D.G. Sa disparition est signalée, mais n'est pas prise au sérieux durant les premiers jours, car l'entourage de Marin-Laflèche déclare que celui-ci avait quelques difficultés financières avant de disparaître.
Quelques jours plus tard, le 9 juillet 1974, la voiture de Marin-Laflèche est retrouvée sur le quai Perrache, à Lyon, sans aucune trace de son conducteur. Une information judiciaire pour « enlèvement et séquestration » est finalement ouverte à la suite de cette découverte.
Les investigations sur la personnalité de Marin-Laflèche montre qu'il est homosexuel passionné, instable, entraînant dans son tourbillon des personnes d'inégale moralité, brassant des fonds importants, se montrant tour à tour abattu ou triomphant, capable de gentillesse extrême et de folles imprudences. On remarque également que le disparu était familier avec deux anciens détenus déjà condamnés pour des faits de cambriolages libérés quelques mois plus tôt : Joël Matencio, 26 ans, et Daniel Le Sant, 32 ans. L'enquête permet également de découvrir que Calvy, le conseiller juridique, n'a pas de liens à proprement définis avec le disparu, car certains explique aux enquêteurs que Marin-Laflèche craignait Calvy. De plus un témoin affirme avoir vu, dans la nuit du 6 au 7 juillet 1974, Le Sant, seul, au volant de la voiture de M. Marin-Laflèche et à l'endroit même où la police a retrouvé le véhicule.
Le 31 juillet 1974, Calvy, 33 ans, est interpellé et placé en garde à vue. Bien qu’il nie les faits qui lui sont reprochés, le juge François Renaud l’inculpe, deux jours plus tard, d’escroquerie et d'« enlèvement et séquestration » et le place en détention provisoire.

### Mise en cause dans l’affaire Marin-Laflèche
Le 15 août 1974, Matencio et Le Sant sont interpellés à leur tour puis placés en garde à vue afin d'être interrogés sur la disparition de Marin-Laflèche. Lors de cet interrogatoire, une phrase de Le Sant retient l'attention des gendarmes dans laquelle il lâche : « Avant d'accuser quelqu'un, il faudra commencer par retrouver le cadavre ». Bien que les deux gardés à vue nient être à l'origine de la disparition, le Juge Renaud inculpe Matencio et Le Sant d'« enlèvement et séquestration » envers Yves Marin-Laflèche et les placent en détention provisoire.
Le 3 novembre 1974, un corps est découvert en état de décomposition avancée, dans la forêt à hauteur de Villefranche-sur-Saône. La gouvernante de Marin-Laflèche, Mme Dury, reconnaît formellement les affaires comme étant des effets ayant appartenu à Marin-Laflèche, de par le peignoir de bain dont étaient enveloppés les restes découverts ainsi qu'une serviette de toilette retrouvée. Une autopsie du corps a lieu, mais, après quatre mois de séjour en plein air, celle-ci s’avère difficile en raison de l’état du corps. Le médecin légiste conclut à une mort par balles en raison d’une douille retrouvée. Après l'identification du corps, le juge d'instruction ordonne une confrontation entre Matencio et Le Sant.
Matencio et Le Sant sont extraits, le 8 novembre 1974, de leur cellule de prison respective afin d'être confrontés devant trois témoins. Cette confrontation mène à l'inculpation de Matencio et Le Sant, cette fois-ci, pour assassinat dans laquelle ils risquent la peine de mort. De retour en prison, les inculpés demandent, à l'aide des leurs avocats, leur remise en liberté sous le motif que la détention provisoire n'est pas justifiée.
Une demande de remise en liberté est formulée le 15 novembre 1974, en insistant sur le fait que les preuves ne sont pas suffisantes pour inculper Matencio et Le Sant de l’assassinat d’Yves Marin-Laflèche. Matencio et son défenseur, Me Joannès Ambre, décident de s’appuyer sur une procédure, fixée par l'article 662 du code de procédure pénale, dans laquelle la chambre criminelle de la Cour de cassation peut dessaisir toute juridiction d'instruction ou de jugement et renvoyer la connaissance de l'affaire à une autre juridiction du même ordre : soit si la juridiction normalement compétente ne peut être légalement composée, soit si le cours de la justice se trouve autrement interrompu, soit pour cause de suspicion légitime.
Le 13 mars 1975, c'est la chambre d'accusation de la Cour d'appel de Lyon qui accorde la demande de remise en liberté de Matencio et de Le Sant, en approuvant le fait que leur placement en détention provisoire n’est pas justifié.

### Remise en liberté
Matencio et Le Sant sont remis en liberté le 14 mars 1975, après plus de sept mois de détention. Seul Calvy reste en prison car ce dernier est poursuivi pour escroquerie avec des preuves l’accablant fortement.
À la suite de sa remise en liberté, Matencio retourne vivre chez sa femme, en Isère, dont les relations se sont fortement détériorées, de par sa mise en cause pour assassinat et du fait qu’on lui refuse un emploi en vue de la situation. Il est brièvement embauché au sein d’une station service, en tant que pompiste, avant d'être licencié par la suite.
En septembre 1975, Matencio simule un cambriolage au sein de son domicile conjugal et l’incendie. Il porte plainte pour ces faits, mais est rapidement identifié comme l’auteur de ce faux cambriolage, notamment en raison de ses antécédents judiciaires. Interpellé, Matencio reconnaît avoir simulé lui-même le cambriolage en raison de sa mise en cause dans l’affaire Marin-Laflèche, l'empêchant de trouver un emploi stable. Il est condamné à un mois de prison, bénéficiant de circonstances atténuantes, et ressort libre du tribunal.
Le 16 juin 1976, Matencio se procure un pistolet 7,65 × 17 mm Browning auprès de son ami Tomassini. Le lendemain, il confie ses difficultés financières à l’un de ses amis, lui expliquant ne plus parvenir à trouver du travail, du fait de l’affaire Marin-Laflèche, et lui avouant son risque de « faire des bêtises ».

### Double assassinat de Christian Leroy et Muriel Ferrari-Trabelsi
Dans la nuit du 19 juin 1976, Matencio enlève Christian Leroy, chauffeur de car de 24 ans, et Muriel Ferrari-Trabelsi, mère célibataire de 21 ans, et les embarque dans la voiture de Leroy, alors qu’ils sortent d’un entretien à Grenoble. Matencio roule plusieurs kilomètres, en compagnie de ses otages, et s’arrête dans un bois de Saint-Martin-d’Uriage. Il tue Christian et Muriel à l’aide de son pistolet de calibre 7,65 et dissimule les corps de ses victimes sous des nappes de terre, avant de quitter les lieux du crime et de rentrer chez lui. Le lendemain, l’épouse de Leroy est inquiète de voir qu’il n’est pas rentré de son travail et décide de signaler sa disparition. L’affaire n’est cependant pas prise au sérieux, du fait que Leroy soit majeur, lui laissant le droit de disparaître.
Le 22 juin 1976, Matencio envoie une lettre au Dauphiné libéré, sous le nom de « Brigades rouges » et « Groupe 666 », dans laquelle il explique détenir Christian Leroy et Muriel Trabelsi en otage et fait savoir au journal qu’il ne les relâchera que si une rançon de 400 millions de Francs serait versée. En outre, une nouvelle lettre des « Brigades rouges » parvient au procureur de Grenoble, le 24 juin 1976, avec une réclamation réduite à 50 millions de francs ainsi qu’une demande de gratuité des transports en commun de l'agglomération grenobloise pendant une durée de dix jours ; une demande qui n’aboutira pas.
Une information judiciaire est ouverte pour « enlèvement et séquestration ».
Matencio envoie une troisième lettre, le 30 juin 1976, dans laquelle il indique l’emplacement de la voiture des victimes. Les enquêteurs retrouvent le véhicule sur un chemin de la forêt des Seiglières. Il fixe, par téléphone, un rendez-vous avec le procureur de Grenoble, mais ne s’y rend pas.
Au début de juillet 1976, Matencio refixe la rançon à 400 millions de francs.

### L’assassinat d’Olga Moïssenko
Dans la nuit du 23 au 24 juillet 1976, vers 1h du matin, Matencio enlève Olga Moïssenko, 21 ans, dans un parking de Saint-Martin-d'Hères, alors qu’elle se trouve dans sa voiture en compagnie de son fiancé, Marc Chavot. Après avoir maîtrisé Chavot, à l’aide de son pistolet, Matencio embarque Olga dans sa voiture et roule jusqu’à un bois de Gières ( près des ruines du château de Gières ), dans lequel il tue la jeune femme par balles, avant d’enterrer son corps et de repartir. Son corps a été découvert sous une souche, le 6 janvier 1982. De son côté, Marc Chavot signale l’enlèvement de sa compagne en donnant une brève description de son ravisseur : « 1,70 mètre », « 20-25 ans », « cheveux mi-longs bruns ». Une nouvelle information judiciaire est alors ouverte pour « enlèvement et séquestration ».
Par la suite, Matencio adresse plusieurs coups de téléphone au Dauphiné libéré et envoie plusieurs lettres au maire d'Échirolles, M. Georges Kioulou, au maire de Grenoble, M. Hubert Dubedout, ainsi qu’au P.D-G. du Dauphiné libéré, M. Louis Richerot, en réitérant les exigences formulées lors du précédent enlèvement.
Le père de la disparue, Yvan Moïssenko, lance un appel au ravisseur pour soutirer des informations concernant l'enlèvement de sa fille, mais celui-ci ne donne rien.
Un rendez-vous est, par ailleurs, fixé au 28 juillet 1976, entre les « Brigades rouges » et les policiers.

### L’affaire des«Brigades rouges»et du«Groupe 666»
Fin juillet 1976, la presse et les médias s’emparent de l’affaire, désormais appelée des « Brigades rouges » et du « Groupe 666 », mais commettent une erreur en rendant public le rendez-vous fixé par les « Brigades rouges ». Matencio apprend la nouvelle et renonce à se rendre dans les cabines téléphoniques, de peur d’être appréhendé. Les enquêteurs chargés de l’affaire comprennent rapidement que le « Groupe 666 » ne se rend jamais aux rendez-vous qu’ils fixent, leur laissant un doute quant à l’existence de celui-ci. De surcroît, la police est convaincue qu’un seul auteur est lié aux trois enlèvements, en raison du témoignage de Marc Chavot.
Peu de temps après la communication de l’affaire, Matencio parvient à retrouver un emploi en tant que garçon de café et renonce à écrire à la presse durant plusieurs semaines. De leurs côtés, les recherches continuent afin de retrouver les corps des trois disparus, mais n’aboutissent pas.
Le 29 septembre 1976, Matencio envoie une nouvelle lettre, signée « Brigades rouges » et « Groupe 666 », affirmant avoir tué Christian Leroy et Muriel Trabelsi, en raison de l’absence de rançon. Il donne le lieu de l’emplacement des corps, qu’il dit avoir enterré  dans un bois de Saint-Martin-d’Uriage. L’information parvient rapidement aux enquêteurs, qui se rendent le lendemain sur les lieux dans le but de retrouver les deux corps.
Les deux victimes sont retrouvées le 1er octobre 1976, sur les indications communiquées par le ravisseur. Christian et Muriel sont rapidement identifiés de par leurs vêtements et effets personnels retrouvés sur place. L’autopsie réalisée démontre que la mort a été causée par une balle de calibre 7,65, mais contredit cependant les déclarations quant à la date de décès. L’état de décomposition des corps, notamment lié à la Sécheresse de 1976, démontre que le décès remonte à plusieurs mois — moment de la disparition — et non à quelques jours comme l’a déclaré Matencio, toujours non-identifié.
À la suite de la découverte des corps de Christian et Muriel, l’information judiciaire est requalifiée d’assassinats. De grands moyens sont alors déployés. Matencio, quant à lui, part pour quelques jours à Paris, dans le cadre de congés.
Le journal de 20h du 19 octobre 1976 décide de diffuser la voix de l’« Homme des Brigades rouges » ainsi que les lettres envoyées par celui-ci. La sœur et le beau-frère de Matencio, visionnant le journal, reconnaissent alors sa voix et son écriture, similaires à l’« Homme des Brigades rouges », et préviennent le commissariat. En outre, quatre autres personnes reconnaissent la voix de Matencio après l’avoir entendue dans le journal,.

### Arrestation, incarcération et instruction
Le 20 octobre 1976, Matencio, 28 ans, est interpellé à sa maison de repos et placé en garde à vue, au commissariat de Grenoble, pour les assassinats de Christian et Muriel ainsi que la disparition d’Olga. Au début de son interrogatoire, Matencio nie avoir de lien avec le « Groupe 666 » et conteste toute implication dans les crimes. Cet argument est mis à mal, lorsque la voix de Matencio est confrontée aux six personnes l’ayant formellement identifié. En outre, l’écriture de Matencio est formellement reconnue par ses proches lorsque ses écrits leur sont montrés. Matencio reconnaît alors être l’auteur des appels et des lettres envoyés, mais affirme avoir agi sous la menace du « Groupe 666 ». Questionné quant à l’existence de ce groupe, Matencio déclare ne rien pouvoir dire d’autre, de peur que celui-ci ne s’en prenne à son épouse et ses enfants.
Au terme de sa garde à vue, le 22 octobre 1976, Matencio est inculpé d’assassinats, concernant Christian Leroy et Muriel Trabelsi, d’« enlèvement et séquestration », concernant Olga Moïssenko, ainsi que de vol qualifié et de tentative d’escroquerie. Il est placé en détention provisoire à la Maison d’arrêt de Grenoble-Varces. En sus de l’arrestation de Matencio, Joseph-Francis Miggliacio, l’un de ses amis proches est placé en garde à vue, mais celui-ci est rapidement relâché.
L’arrestation de Matencio défraye la presse locale, d’autant plus qu’elle intervient seulement deux ans après sa mise en cause dans l’affaire Marin-Laflèche. Le portrait d’un tueur en série se dessine peu à peu, bien que cette image soit seulement Américaine dans les années 1970. En France, l’année 1976 est également marquée par les arrestations de Bernard Pesquet et Marcel Barbeault, deux tueurs en série particulièrement prolifiques. De la même manière que ceux-ci, il en résulte que Matencio ait agi seul pour un mobile précis : le mobile financier. En outre, de nombreux interrogatoires infructueux de Matencio ont lieu afin de retrouver le corps d’Olga, que les enquêteurs pensent, à ce stade, décédée.
Au cours de sa détention, Matencio est soumis à plusieurs expertises psychiatriques, réalisées quant à sa responsabilité pénale. Les experts  psychiatres, chargés d’examiner le prévenu, concluent que Matencio a commis ses crimes sans la moindre altération de son discernement, en allant jusqu’à accuser de tierces personnes pour s’exonérer de sa responsabilité. De plus, les experts soulignent son intention de « faire parler de lui », lors de ses méfaits, s’apparentant à du narcissisme. Matencio est donc jugé entièrement responsable de ses actes. L’instruction est longuement retardée — celle-ci dure cinq ans — par l'avocat de Matencio, Me Joannès Ambre, en raison du climat politique dans lequel est confrontée la France quant à l’abolition de la peine de mort, jugée inévitable pour le criminel, jusqu’à l’élection de François Mitterrand, en 1981, mettant fin à l’application de celle-ci.
Matencio est finalement renvoyé, le 10 juillet 1981, devant la Cour d’assises de Grenoble pour assassinats, « enlèvement et séquestration », vol qualifié et tentative d’escroquerie.

### Procès et condamnation
Le 23 octobre 1981, s’ouvre le procès de Matencio, devant la Cour d’assises de Grenoble. Il est alors âgé de 33 ans.
Lors de son arrivée dans la salle d’assises, Matencio reste sur sa dernière version des faits, expliquant avoir été menacé et retenu par le groupe fictif des « Brigades Rouges ». Le procès se penche particulièrement sur le mythe du « Groupe 666 » et des « Brigades Rouges », purement inventé par Matencio dans le but de soustraire de l’argent en allant presque jusqu’à se faire passer pour la Mafia. Outre cela, ressort la personnalité narcissique de Matencio, dans le but de revendiquer ses crimes en se montrant supérieur à la police.
A l’avant-dernier jour du procès, le 29 octobre 1981, Matencio finit par reconnaître le double assassinat de Christian Leroy et Muriel Trabelsi, ainsi que le meurtre d’Olga Moïssenko, dont le corps reste toujours introuvable. Le président de la Cour l’interroge quant à l’emplacement du corps d’Olga, Matencio se livre en indiquant un emplacement dans un bois de la Tronche. Fait rarissime lors d’un procès d’assises, le président de la Cour décide de consacrer l’audience du 30 octobre 1981, au déplacement de la totalité des spectateurs à l’endroit indiqué par Matencio. Plusieurs battues sont alors effectuées à l’endroit désigné par Matencio, mais celles-ci restent vaines et sont abandonnées.
Lors du retour en salle d’assises, la Cour décrit Matencio comme étant manipulateur et est soupçonné d’avoir fait déplacer la Cour en vue d’un énième mensonge. Devant initialement se terminer le 30 octobre 1981, le procès se voit allongé d’une journée supplémentaire en raison du déplacement consacré aux vaines recherches. L’avocat général requiert la réclusion criminelle à perpétuité à l’encontre de l’accusé.
Le 31 octobre 1981, Matencio est condamné à la réclusion criminelle à perpétuité, conformément aux réquisitions, pour les assassinats de Christian et Muriel, l’assassinat présumé d’Olga, ainsi que les vols et la tentative d’usurpation d’argent.

### Découverte du corps d’Olga Moïssenko et non-lieu dans l’affaire Marin-Laflèche
En novembre 1981, les parents d’Olga Moïssenko envoient plusieurs lettres à Matencio, à la Maison d’arrêt de Grenoble-Varces, dans le but d’obtenir des indications concernant le lieu du corps de leur fille. N’ayant aucun retour du détenu, ceux-ci sollicitent les parents de Matencio. La mère de Matencio décide alors de contacter sa propre mère, du fait que Matencio voue un amour fusionnel à sa grand-mère.
A la fin de décembre 1981, la grand-mère de Matencio lui envoie une lettre demandant d’indiquer l’emplacement du corps d’Olga Moïssenko. Celui-ci répond finalement à la lettre de sa grand-mère et indique le même bois de La Tronche où la Cour d’assises s’était déplacée quelques semaines plus tôt, à l’aide d’un plan dessiné par lui-même. La lettre de Matencio est envoyée au procureur, qui prévient immédiatement les proches de la disparue, et lance de nouvelles recherches à cet emplacement.
Le 5 janvier 1982, de nouvelles recherches sont déployées à l’endroit indiqué par Matencio depuis sa cellule et aboutissent à la découverte des restes d’Olga, enterrés dans un talus, à quelques mètres des indications de Matencio. Les effets personnels retrouvés sur les lieux sont reconnus par les proches de la jeune femme.
Concernant l’assassinat d’Yves Marin-Laflèche, Matencio, Le Sant et Calvy, qui a entre temps été libéré, restent toujours inculpés par le parquet de Lyon. Cette poursuite dans le temps est notamment liée aux crimes de Matencio, laissant penser qu’il n’est pas forcément étranger à ce crime, dont le seul motif semble financier. Parallèlement, Matencio est transféré à la Maison d’arrêt de Fresnes, destinée aux condamnés à de longues peines.
Le 5 février 1985, Matencio, Le Sant et Calvy bénéficient d’une ordonnance de non-lieu, pour l’assassinat de Marin-Laflèche.

### Problèmes de santé et dernières années de détention
Libérable à partir du 22 octobre 1991, Matencio reste cependant incarcéré plusieurs années durant, la justice estimant un fort risque de récidive du détenu.
Le 8 décembre 1995, Matencio est victime d’un AVC, à la Maison d’arrêt de Fresnes. Il est transféré d’urgence dans le coma, à l’hôpital de la prison, afin d’être pris en charge. Un traitement médicamenteux et des soins d'ergothérapie lui sont administrés. Placé dans un coma artificiel, son pronostic vital demeure engagé. Son avocat, Me Paul Riquier, demande sa remise en liberté, pour raison médicales, mais celle-ci est rejetée.
Dans une lettre, rédigée le 26 septembre 1996, Me Riquier demande le transfert de Matencio au sein de la Maison centrale de Poissy en soulignant la présence de la famille et des amis du détenu dans la région et du fait que la prison contient des cellules mieux adaptées pour les détenus handicapés ou en invalidité.
Au début de 1997, le juge de l'individualisation des régimes de détention examine la requête des avocats de Matencio et accorde son transfert dans une autre prison.
En avril 1997, Matencio est transféré à la Maison centrale de Poissy. Sa santé, après seize mois d’hospitalisation, souffre d'importantes séquelles de son AVC, notamment sous la forme d'une monoplégie du membre supérieur droit, une monoparésie du membre inférieur droit ainsi que d’une dysarthrie et des vertiges. Une demande de remise en liberté est alors déposée, s’appuyant sur le taux d’incapacité de Matencio.
Dans un rapport, rendu le 19 septembre 1997, la Commission technique d'orientation et de reclassement professionnel (COTOREP) conclut à un taux d'incapacité de 80 % chez Matencio. Le juge d’application des peines refuse cependant sa libération, celui-ci estimant la santé de Matencio compatible avec sa détention.
Le 7 septembre 1999, le médecin chef de l'Unité sanitaire en milieu pénitentiaire (UCSA) de la Maison centrale de Poissy rédige un certificat présentant les séquelles neurologiques de Matencio, très partiellement régressives, soulignant une altération de sa compliance thérapeutique et entraînant une irrégularité de prises médicamenteuses, provoquant une aggravation de son état ainsi que des crises d'épilepsie. Selon lui, l'état de santé Matencio semble stabilisé avec une autonomie lui permettant de s'occuper des gestes quotidiens de la vie, de son hygiène, de son alimentation ainsi que de sa possibilité de lire et écrire. La demande de libération est alors rejetée.
Le 8 mars 2000, Matencio et Me Riquier saisissent la Cour européenne des droits de l'homme (CEDH), affirmant que les soins reçus en détention sont incompatibles avec l’état de santé de Matencio et que celui-ci n’est plus apte à poursuivre sa détention.
Le 2 février 2001, Matencio est hospitalisé d’urgence à l’hôpital de la Maison centrale de Poissy, à la suite d'un malaise. Il est sauvé in-extremis, mais son état de santé s’est particulièrement aggravé.
Une nouvelle demande est déposée le 22 juin 2001, concernant la remise en liberté de Matencio, s’appuyant sur l’état du détenu ainsi que les séquelles causées par son AVC et son malaise, le rendant inapte à poursuivre sa détention. Outre la santé de Matencio, Me Paul Riquier souligne que son risque de récidive n’est plus, du fait de sa santé le rendant quasiment incapable de se déplacer physiquement.
Le 26 novembre 2001, la juridiction régionale de la cour d’appel de Versailles accepte la demande de libération conditionnelle de Matencio, soulignant ses répercussions organiques, un taux d’incapacité de 80% et des soins dont il ne peut plus bénéficier en milieu pénitentiaire.

### Libération, décision de la CEDH et fin de vie
Matencio est libéré le 14 décembre 2001, après 25 ans de détention. Il est alors âgé de 53 ans et — en prenant en compte toutes ses incarcérations — a passé la moitié de sa vie en prison.
Parallèlement à la libération de Matencio, la loi Kouchner, adoptée le 4 mars 2002, prévoit la possibilité de suspendre la peine, quelle que soit la nature de celle-ci ou la durée de la peine restant à subir pour les condamnés atteints d’une pathologie engageant le pronostic vital ou leur état de santé, si celui-ci est durablement incompatible avec le maintien en détention.
Le 7 novembre 2002, la Cour européenne des droits de l'homme examine la requête quant à l’incompatibilité du traitement de Matencio, déposée le 8 mars 2000, et rend sa décision à l’ensemble des arguments des parties, en déclarant la requête recevable.
La décision finale est rendue le 15 janvier 2004, concluant à une faute des autorités, en raison de l’absence d’une prise en charge de l'état de santé de Matencio, de septembre 1999 à sa libération le 14 décembre 2001, lui permettant d'éviter des traitements contraires à l'article 3 de la Convention, stipulant qu'aucune mesure de torture ne doit être exercée envers un détenu.
En avril 2009, de fausses informations et publications affirment à tort que Matencio est décédé depuis 2002, dans les mois ayant suivi sa sortie de prison. Ces arguments sont notamment fondés sur sa santé au moment de sa libération et du fait qu’il vive dans l’intimité totale, laissant place à une propagation de fake news.
Ces rumeurs sont entièrement écartées, en janvier 2018, lors d’un podcast de l’émission Hondelatte raconte, présenté par Christophe Hondelatte, relatant l’affaire dite du « Groupe 666 ».
Matencio consacre ses dernières années à la poésie, en écrivant et publiant de nombreux poèmes sous le pseudonyme de Descamino.
Il meurt le 24 janvier 2022, à l’âge de 73 ans, à sa résidence parisienne.